# Concert per a dos clavecins en do major (Bach)
El Concert per a dos clavecins en do major, BWV 1061, de Johann Sebastian Bach, és probablement l'únic dels concerts per a clavecí que es va originar com una obra pensada inicialment per al clavecí, tot i que no amb orquestra. L'obra es va originar com un concert per a dos clavecins sense acompanyament orquestral, d'una manera similar al que va fer amb el famós Concert italià, BWV 971. L'addició de les parts orquestrals no les va realitzar el mateix Bach. L'orquestra de corda no té un paper independent, i només apareix per augmentar la cadència, i és silenciosa en el moviment central. El clavecins tenen molt de diàleg entre ells i fan música d'una manera antifonal. L'única vegada que Bach va tornar a provar la combinació de dos clavecins va ser a l'Art de la fuga que va compondre al capaltard de la seva vida.

## Estructura i anàlisi
L'estructura de 3 moviments és la següent:
1. Allegro
2. Adagio (Largo)
3. Fuga

La instrumentació és: clavecí solista I/II, violí I/II, viola, i baix continu (violoncel, violone). La durada aproximada és d'uns 19 minuts.